# Rouans
Rouans település Franciaországban, Loire-Atlantique megyében. Lakosainak száma 3272 fő (2022. január 1.). Rouans Cheix-en-Retz, Le Pellerin, Port-Saint-Père, Saint-Hilaire-de-Chaléons, Vue és Chaumes-en-Retz községekkel határos.

## Népesség
A település népessége az elmúlt években az alábbi módon változott:
| Lakosok száma | 1443 | 1710 | 1891 | 2498 | 2752 | 2860 | 2956 | 3069 | 3134 | 3272 |
|               | 1968 | 1982 | 1990 | 2006 | 2013 | 2015 | 2017 | 2019 | 2020 | 2022 |